# Lucie Madeleine d'Estaing
Lucie Madeleine d'Estaing, dame de Ravel, est née le 10 mai 1743 à Paris et morte le 7 avril 1826 à Clermont-Ferrand.

## Biographie
Elle était fille bâtarde de Charles François d'Estaing, vicomte de Ravel, marquis de Sailhant, et de Magdeleine Erny de Mirfond, et la demi-sœur de l’amiral d'Estaing, lequel, dernier descendant en ligne légitime et masculine de sa maison, sans postérité, la fit légitimer en 1768 puis en fit son héritière.
Elle a été une maîtresse du roi Louis XV, dont elle a eu deux filles naturelles  :
- Agnès-Lucie Auguste (14 avril 1761 à Paris - 4 juillet 1822 au château de Boysseulh), épouse à Paris en 1777 Charles, vicomte de Boysseulh, écuyer du Roi en sa Petite Ecurie, dont deux fils.
- Aphrodite-Lucie Auguste (7 février 1763 à Versailles - 22 février 1819 à Artonne), épouse à Paris en 1784 Jules de Boysseulh, colonel aide-major de la Gendarmerie, dont une fille.

Lucie Madeleine d'Estaing a épousé en 1768 le comte François de Boysseulh (1728-1807), colonel du régiment de Noailles, mestre de camp de cavalerie, dont elle a eu quatre enfants :
- Marthe de Boisseulh (1770-1801), mariée à Gilbert-Fidèle Mallet, marquis de Vandègre, dont postérité.
- Lucie-Marthe de Boisseulh (1772-1846), mariée à, d'abord, Simon-Narcisse d'Aurelle, comte de Terreneyre, baron de La Garde, chevalier de Saint-Louis, ensuite à Antoine-Xavier Aragonnès d'Orcet, maire de Saint-Genès l'Enfant.
- Alexandre de Boisseulh (1776-1794), sous-lieutenant, mort en émigration.
- Auguste-Louis, comte de Boisseulh (1782-1861), chef de bataillon des Gardes de la Porte du Roi, membre de la Société cantalienne, chevalier de la Légion d'Honneur, marié à Aménaïde Dufour de Pradt, fille d'Anne Dufour, comte de Pradt, et de Marie-Michelle de Retz de Bressole, nièce de l'Abbé de Pradt, aumônier de Napoléon

Elle fut aussi, par procuration, la marraine de Lucie Madeleine d'Estaing de Réquistat Dubuisson, épouse du comte de la Tour Fondue et aïeule dont la famille Giscard d'Estaing obtint de relever le nom en 1922 et 23.